# Bolíviai labdarúgó-bajnokság (első osztály)
A Liga de Fútbol Profesional Boliviano a bolíviai labdarúgó-bajnokságok legfelsőbb osztályának elnevezése 1977 óta. Tizenkét csapat részvételével zajlik a bajnoki rendszer, amelyben kétszer avatnak bajnokot.

## A 2014-2015-ös szezon résztvevői
| Csapat                 | Város               | Stadion                 |
| ---------------------- | ------------------- | ----------------------- |
| Blooming               | Santa Cruz          | Ramón Tahuichi Aguilera |
| Bolívar                | La Paz              | Hernando Siles          |
| Jorge Wilstermann      | Cochabamba          | Félix Capriles          |
| Nacional Potosí        | Potosí              | Víctor Agustín Ugarte   |
| Oriente Petrolero      | Santa Cruz          | Ramón Tahuichi Aguilera |
| Petrolero              | Yacuíba             | Provincial              |
| Real Potosí            | Potosí              | Víctor Agustín Ugarte   |
| San José               | Oruro               | Jesús Bermúdez          |
| Sport Boys             | Santa Cruz (Warnes) | Samuel Vaca Jiménez     |
| The Strongest          | La Paz              | Hernando Siles          |
| Universitario          | Sucre               | Olímpico Patria         |
| Universitario de Pando | Cobija              | Campus                  |

## Fordítás
- Ez a szócikk részben vagy egészben  a   Liga de Fútbol Profesional Boliviano című angol Wikipédia-szócikk fordításán alapul.  Az eredeti cikk szerkesztőit annak laptörténete sorolja fel. Ez a jelzés csupán a megfogalmazás eredetét és a szerzői jogokat jelzi, nem szolgál a cikkben szereplő információk forrásmegjelöléseként.